# 佐藤勝彥 (物理學家)
佐藤勝彥（日语：／ Sato Katsuhiko，1945年8月30日—），日本天體物理學家，專長宇宙學，東京大學名譽教授。現任自然科學研究機構主持人、明星大學客座教授。日本學士院會員。文化功勞者。
佐藤教授於1981年發表提倡宇宙暴脹的論文，但未被西方學界廣泛承認。

## 生平
1945年8月30日，佐藤勝彥誕生於日本香川縣坂出市，京都大學理學部物理學科畢業。理學博士（京都大學）。
佐藤勝彥歷任京都大學研究助理（無給薪）、北歐理論物理學研究所客座教授、東京大學副教授、國際天文聯會（IAU）第47委員會委員長、東京大學教授、日本物理学会會長等職。

## 宇宙暴脹
1981年，佐藤勝彥與阿兰·古斯同期發表了世界最初提倡宇宙暴脹的紙本論文。此前的1980年1月，佐藤已在史丹佛大學的研討會發表類似論文。2014年，美國研究團隊宣稱在南極證實了宇宙暴脹理論，佐藤因此被看好角逐諾貝爾物理學獎（此觀測結果後被推翻）。同年，與新晉的諾貝爾獎得主天野浩、中村修二同時獲頒文化功勞者。

## 學術系譜
佐藤師從天文學家林忠四郎（京都大學），林師從湯川秀樹（1949年諾貝爾物理學獎得主）。知名科學家佐藤文隆、中澤清是佐藤在林研究室的學長，中澤也是佐藤的同鄉。
佐藤的弟子包括須藤靖（加州大學柏克萊分校）、橫山順一（東京大學）、戶谷友則（東京大學）。
2002年10月8日，佐藤是第一個接到瑞典皇家科學院打給小柴實驗室的電話，獲得通知「小柴昌俊獲得今年度諾貝爾物理學獎」的人。 佐藤和戶塚洋二決定當天晚上一起參加小柴的記者會。在記者會上，佐藤就坐在小柴的左手邊。

## 榮譽
- 1989年 - 井上學術獎（日语：井上学術賞）
- 1990年 - 仁科芳雄獎
- 2002年 - 紫綬褒章
- 2010年 - 日本學士院獎
- 2014年 - 文化功勞者[9]
- 2018年 - 瑞寶重光章